# 이계천
서하 태조 이계천(西夏 太祖 李繼遷, 963년 ~ 1004년 1월 26일)은 탕구트족의 지도자이자 서하의 11대 군주(재위: 983년 ~ 1004년)이다. 982년 송나라 황조 황실에게 하사받은 이름은 조보길(趙保吉)이다. 명나라 시대 말기 농민 반란 수장 이자성 역시 그를 시조로 하고 대순(大順) 태조로 불렀다.
그의 선조는 천조부 탁발중건(拓跋重建)이 당나라로부터 안무평하번락사(安撫平下番落使)에 임명된 뒤 종고조부 탁발사공(拓跋思恭, 이사공(李思恭)으로 개명)이 정난군절도사(定難軍節度使) 하국공(夏國公)의 직위를 받아 대대로 세습했으며, 종고조부 탁발사공이 당나라로부터 이씨 성을 하사받아 이씨라 하였다. 그는 이사공의 동생이기도 한 이사충의 4대손이었다. 아버지 이광엄(李光儼)은 5대 10국의 후주로부터 은주방어사에 임명되었다.
당나라 멸망 후 정난군과 하국은 별도의 세력을 형성하였으나 982년 그의 8촌 족형 이계봉은 송나라로 귀순하였다. 이계천은 983년 친동생 이계충(李繼沖)과 측근 장포(張浦)와 함께 반발, 983년 송나라로부터 독립하고 거란에 귀부하였으며, 거란으로부터 하국왕(夏國王)에 봉작되었다. 요 성종의 딸 의성공주(義成公主)와 결혼해 거란 황실의 부마가 되었다. 992년 요 성종으로부터 서평왕(西平王)에 봉작되고, 1002년 자신의 선조를 서평왕에 추봉하였다. 1004년 1월 26일에 아들 이덕명이 왕위를 계승하였다.
아들 이덕명은 그를 응운법천신지인성지도광덕효광황제(應運法天神智仁聖至道廣德孝光皇帝)로 추존하고, 손자 이원호가 1038년 칭제하면서 묘호를 태조라 하고, 시호는 신무황제(神武皇帝)라 하였으며 능호는 유릉(裕陵)이다.

## 같이 보기
- 이덕명
- 이원호
- 이계봉

## 둘러보기
| 전임 이계봉 (하국공, 정난군절도사) | 하국왕 983년 ~ 1004년 | 후임 서하 태종 |

| 전임 (초대) | 서평왕 992년 ~ 1004년 | 후임 서하 태종 |

1. ↑  동북아역사넷/咸平 5년(1002)에는 重兵을 모아 靈州를 함락시켰고, 靈州 知州 裴濟를 살해하였다. 이계천은 靈州를 西平府로 개명하고 궁궐과 종묘 등을 건설하여 수도로 삼았다.[깨진 링크(과거 내용 찾기)]